# Niels Kofoed
 Der er flere personer med dette navn, se Niels Anker Kofoed.
Niels Vilhelm Kofoed (født  25. marts 1930 på Christianshavn, død 20. september 2016) var en dansk litteraturhistoriker og forfatter, som ydede betydelige bidrag til forståelsen af en række danske forfattere, bl.a. H.C. Andersen, B.S. Ingemann, N.F.S. Grundtvig, Henrik Pontoppidan og Kaj Munk.
Efter studentereksamen fra Christianshavns Gymnasium blev Kofoed 1955 ved Københavns Universitet cand.mag. i dansk og fransk, og efter et par år som rejselektor for Foreningen Norden var han lektor i dansk, 1957-62 ved Stockholms Universitet og 1962-65 ved Lunds Universitet. I 1967 blev Kofoed ved Aarhus Universitet dr.phil. på afhandlingen Studier i H.C. Andersens Fortællekunst. Efter en ansættelse ved Odense Universitet og et professorat ved University of Washington i Seattle var han fra 1974 og frem til sin pensionering studielektor ved Københavns Dag- og Aftenseminarium.
Udover en omfattende videnskabelig produktion af bøger og artikler om danske forfattere og deres værker udgav Kofoed også en række skønlitterære værker, ligesom han i en årrække var fast anmelder af faglitteratur ved DR, Berlingske Tidende og Kristeligt Dagblad.